# Disney Channel
Cet article concerne l'ensemble des chaînes. Pour la chaîne française, voir Disney Channel (France).
Pour l'émission diffusée en France sur FR3 à la fin des années 1980, voir Le Disney Channel.
Disney Channel est une chaîne de télévision américaine appartenant à la Walt Disney Company. Ce sont des chaînes destinées aux enfants mais aussi à la famille. Elles dépendent toutes de Walt Disney Television et ont une programmation qui « essaye d'être la gardienne des valeurs familiales ». Toutefois elles n'appartiennent pas obligatoirement à la société Walt Disney Television. Ainsi les sociétés européennes sont financièrement détenues par des sociétés nationales ou transnationales (Benelux), avec une gestion pan-européenne des programmes.
Depuis 2002, la chaîne est aussi devenu un "bouquet" numérique du câble et du satellite de trois chaînes, proposées en option payante.

## Historique
Avant de lancer une chaîne de télévision Disney, Walt Disney avait envisagé dès mars 1950 la production de ses propres émissions de télévision, une simple diffusion des courts métrages d'animation, idée proposée à son frère Roy. Dès  Noël 1950, à la demande de NBC, Disney produit une émission télévisée spéciale nommée One Hour in Wonderland qui reprend le principe Mickey et le Haricot magique de Coquin de printemps (1947) présentée par Edgar Bergen et ses marionnettes Mortimer Snerd et Charlie McCarthy.
En 1977, les chaînes HBO (1976) et Showtime (1972) commencent à se faire connaître et l'idée de créer une chaîne de télévision Disney émerge au sein de Walt Disney Educational Productions , qui gère les productions Disney en dehors des cinémas et de la télévision hertzienne, filiale dirigée par James P. Jimirro. Jimirro se souvient avoir présenté en mai 1977 avec Art Reynolds un projet intitulé Disney Satellite Network à la direction de Disney mais le coût du projet EPCOT a retardé l'entrée de Disney sur le marché des chaînes payantes.
En 1981, une étude interne comprenant un inventaire établit que le studio possède 250 longs métrages, 456 courts métrages d'animation et 27 années des programmes télévisuels, la plupart jamais rediffusé. Jim Jimirro, directeur du service des nouveaux marchés propose à la direction de la société Disney de créer sa propre chaîne de télévision. Le projet mettra deux années à voir le jour. L'entreprise contacte HBO pour un partenariat mais cette dernière refuse.
La première année, Disney dépense plus de 100 millions d'USD pour créer la chaîne dont 44 millions d'USD pour des nouveaux programmes et 19 millions d'USD pour les transpondeurs satellites vers le réseau Galaxy.

### 1983-1994: débuts aux États-Unis
La chaîne a été lancée le 18 avril 1983 aux États-Unis comme une chaîne optionnelle sous le nom de The Disney Channel. La plage horaire de diffusion était de 07h00 à 01h00 le lendemain (total de dix-huit heures) de sa création jusqu'au 7 décembre 1986, date à laquelle elle est passée à une diffusion en continu 24 heures sur  24. Parmi les premières émissions il est possible de noter l'émission d'anthologie Bon week-end Mickey ou Les Aventures de Winnie l'ourson. Son premier directeur est James P. Jimirro.
En 1985, John Cooke est nommé président de la chaîne alors souscrite par 1,9 million de foyers. Durant sa présidence, jusqu'en septembre 1994 date à laquelle il part pour gérer le projet de parc à thème Disney's America, la chaîne se développe jusqu'à atteindre les 8 millions de foyers.
Le 15 septembre 1992, la chaine américaine retransmet le premier concert du Disney's Young Musicians Symphony Orchestra.
En 1993, la chaîne est passée aux États-Unis de « optionnelle » à « basique » dans les bouquets. Elle atteint alors les 35 millions d'abonnés aux États-Unis et devient la chaîne payante avec le développement le plus rapide.

### 1995-2005: Internationalisation
En mars 1995, la première chaîne étrangère est lancée à Taïwan. Depuis, elle est présente dans plus de cent pays et diffusée en vingt langues. Disney Channel commence avec une programmation d'émissions et films orientés pour la famille.
En 1997, Rich Ross est nommé directeur de Disney Channel. À la suite de ce changement de direction, le nom de la chaîne fut raccourci et devint Disney Channel. La chaîne décida de revoir son look, en séparant la programmation en trois blocs :
- Playhouse Disney : un bloc d'émissions pour les heures préscolaires
- Vault Disney : un bloc tard dans la nuit avec les séries et films classiques de Disney comme Zorro, Mickey Mouse Club et la Coccinelle.
- Zoog Disney : de l'après-midi jusqu'à la fin de soirée pour les préadolescents avec des séries comme Le Petit Malin,  Bug Juice, Jett Jackson (The Famous Jett Jackson), Aux frontières de l'étrange, etc. Zoog Disney permettait aussi de connecter les spectateurs de Disney Channel avec leur ordinateur, autorisant les enfants à interagir avec des jeux et de voir leur nom s'afficher à l'écran. Ce bloc comprenait aussi des personnages anthropomorphiques appelé Zoogs.

En 1997, Walt Disney Holdings déclare avoir fondé une filiale britannique pour Disney Channel. Le 2 avril 1997, Disney annonce le lancement de Disney Channel Middle East couvrant 23 pays du Moyen-Orient et de l'Afrique du Nord.
En janvier 2000, Disney Channel UK passe d'une chaîne optionnelle à une chaîne de base du câble. Les Zoogs ont reçu un nouveau design et le logo de la chaîne fut changé. Il comprenait depuis 1997 un Mickey Mouse (type années 1930) dans une télévision noire avec des oreilles de Mickey. Le 27 juillet 2000, Disney Channel Latin America est lancée en Amérique latine.
Le 5 avril 2001, avec le lancement de Disney Channel Brazil, Disney crée la société Disney Channel International.
De 2001 à 2002, le succès fut garanti grâce à des émissions comme Even Stevens, Kim Possible, Lizzie McGuire. Cela marqua aussi la fin de Vault Disney en septembre 2002.
Disney Channel a scindé son offre cette même année 2002, non plus en blocs de programmes, mais en plusieurs chaînes :
- Le bloc Playhouse Disney devint donc une chaîne à part entière.
- La chaîne Toon Disney, proposa les productions (dessins animés et films) Disney.

La programmation actuelle de Disney Channel, étonnamment, ne propose que très peu des personnages classiques de Disney comme Mickey Mouse, Donald Duck, Pluto ou Dingo (Goofy). Ils apparaissent essentiellement lors des vacances pour des émissions spéciales ou des films comme Mickey, il était une fois Noël. Depuis 2003 une émission intitulée Disney's tous en boîte (House of Mouse) leur redonne vie en animation numérique.
Le 24 avril 2003, Disney lance Disney Channel Japan comme une chaîne optionnelle de SKY PerfecTV et une chaine basique du câble.
Le 2 avril 2004, Disney lance Disney Channel et Playhouse Disney à Hong Kong et Playhouse Disney en Indonésie regroupée sous le nom Disney Channel Asia.
Le 17 décembre 2004, Disney lance Disney Channel India et Toon Disney en Inde.
Le 20 juin 2005, Disney annonce le lancement réparti sur six mois de Disney Channel et Playhouse Disney au Cambodge, aux Palaos, en Thaïlande et au Vietnam, étendant l'offre de Disney Channel Asia.
Le 5 septembre 2005, Disney Channel Japan annonce l'achat de deux productions du studio américain DIC : Sabrina (Sabrina: The Animated Series) et Inspector Gadget's Biggest Caper Ever.
En 2005, Disney Channel diffuse la première saison de La Vie de palace de Zack et Cody (The Suite life of Zack and Cody) avec les jumeaux Cole et Dylan Sprouse dans les rôles de Zack et Cody, mais aussi Ashley Tisdale et Brenda Song vivant des aventures dans un hôtel de luxe. Cette série sera suivie par La Vie de croisière de Zack et Cody (The Suite Life on Deck) en 2008, située dans un paquebot. En 2018 Disney Channel est lancée en République démocratique du Congo a travers le bouquet canal+.

### Depuis 2006: groupe de média
Le 24 mars 2006, la série Hannah Montana (avec Miley Cyrus) débute sur Disney Channel. Le 6 mai 2006, Disney Channel lance sa première série d'animation en image de synthèse sur toutes ses chaînes soit plus de 100 pays, La Maison de Mickey. Le 8 août 2006, Disney Channel annonce son lancement en Afrique du Sud sur le réseau de MultiChoice, disponible aussi pour l'Afrique sub-saharienne. Le 10 octobre 2006, Disney Channel devient un fournisseur de contenu pour les téléphones mobiles de toute l'Europe après avoir signé un accord avec Orange. Des émissions de la chaîne et des films seront disponibles au format des portables. Les pays concernés sont le Royaume-Uni, la Belgique, la Suisse, le Portugal, la Pologne, les Pays-Bas, la Roumanie, la Slovaquie et la France.
Le 23 mai 2007, La diffusion de la chaîne Disney Cinemagic est annoncée pour le mois de septembre sur le réseau satellite français. Le 3 avril 2007, Disney annonce le lancement à partir du 29 avril de Disney Channel Turkey sur le satellite Digiturk.
Le 29 août 2007, le groupe allemand Premiere Star annonce le lancement de Playhouse Disney et Toon Disney sur son bouquet satellite à partir du 1er septembre. Le 1er septembre 2007, la chaîne Toon Disney arrête sa diffusion pour laisser place à des bandes-annonces sur Disney Cinemagic. Le 4 septembre 2007 à 18h30, Disney Cinemagic commence sa diffusion en France. La chaîne diffuse les grands classiques Disney dont, ce jour-ci, Le Monde de Nemo et Le Monde de Narnia. De nombreux films seront diffusés par la suite comme Bambi 2, Ratatouille, Peter Pan 2 : Retour au Pays imaginaire, Cars, La Petite Sirène 2 : Retour à l'océan , ... Elle a elle aussi sa jumelle Disney Cinemagic +1. Playhouse Disney devient Playhouse Disney Channel.
Le 12 octobre 2007 Disney Channel lance la série événement Les Sorciers de Waverly Place.
Le 28 mai 2008, Disney Channel España annonce qu'elle sera relancée le 1er juillet en version gratuite sur la TNT espagnole. Cette gratuité est une première pour Disney Channel, malgré le fait qu'elle ne soit plus optionnelle (incluse dans le bouquet de base) dans certains pays.
Le 8 février 2009, Disney Channel lance la série Sonny (Sonny With a Chance aux États-Unis). Le 1er juin 2009, Disney Consumer Products annonce le développement de ses licences présentes sur Disney Channel dont un film de Winnie l'ourson, de nouveaux épisodes de Manny et ses outils tandis que Disney Channel annonce une quatrième saison de Hannah Montana. Le 1er octobre 2009, Rich Ross est nommée directeur de Walt Disney Studios Entertainment en remplacement de Dick Cook. Le 3 octobre 2009, lancement de Disney Channel aux Pays-Bas sur UPC. Le 1er novembre 2009, lancement de Disney Channel en Belgique néerlandophone sur Telenet. Le 24 novembre 2009, Carolina Lightcap, ancienne vice-présidente de Disney Channel Latin America est nommée présidente de Disney Channel Worldwide. Le 4 décembre 2009, Walt Disney Television Animation annonce le triplement de ses investissements dans la production de séries d'animation pour le marché EMEA avec deux séries pour Disney Channel, quatre pour Disney XD et une pour Playhouse Disney. Le 22 décembre 2009, Disney-ABC Television Group annonce un partenariat avec Apple pour de la télévision payante sur iTunes, avec du contenu provenant de Disney Channel et ABC.
Le 26 mai 2010, Disney annonce l'arrêt de la chaîne de soap operas SOAPnet et son remplacement par une chaîne pour enfant baptisée Disney Junior pour 2012.
Le 24 janvier 2011, Disney annonce lancer aux États-Unis le 14 février un bloc de programmes nommé Disney Junior sur Disney Channel en attendant le lancement de la chaîne dédiée en 2012. Le 27 janvier 2011, Disney annonce le renommage de Playhouse Disney Royaume-Uni en Disney Junior le 7 mai 2011. Le 16 mars 2011, Disney annonce le lancement de 13 nouvelles séries pour la saison 2011-2012 de Disney Channel, Disney XD et Disney Junior. Le 1er avril 2011, Disney propose désormais gratuitement les chaînes Disney Channel et Disney Channel +1 sur l'ensemble des bouquets ADSL français,,, suivant l'exemple de Disney Channel España en 2008. Le 15 avril 2011 Disney annonce le renommage de Playhouse Disney France en Disney Junior pour le 28 mai 2011.
Le 12 janvier 2012, Disney débute la diffusion en hertzien gratuit de Disney Channel Turkey en Turquie. Le 14 juin 2012, Comcast et Disney-ABC Television Group lancent aux États-Unis, 3 applications iOS pour regarder en direct ou à la demande les émissions des chaînes Disney Channel, Disney XD et Disney Junior : Watch Disney.
Le 17 avril 2013, Disney annonce qu'elle va utiliser la plateforme de la chaîne Das Vierte pour lancer en janvier 2014 une chaîne Disney Channel gratuite qui sera en compétition avec ses bouquets payants et ses autres actifs allemands, Super RTL et RTL II. Le 12 octobre 2013, Disney annonce l'arrêt de la version payante de Disney Channel Deutschland le 29 novembre 2013 au profit d'une gratuite devant débuter le 17 janvier 2014 sur l'ancien canal de Das Vierte.  Le 28 octobre 2013, Disney Channel est désormais disponible en VOD en Turquie. Le 17 novembre 2013, Disney Channel obtient les droits de retransmission sur Disney XD de Pac-Man et les aventures de fantômes dans la majeure partie des pays d'Europe du Nord et de l'Ouest : Allemagne, Autriche, Suisse, Royaume-Uni, Irlande, Finlande, Suède, Danemark, Norvège et Islande. Le 28 novembre 2013, DHX Media achète  pour 170 millions d'USD, les chaînes canadiennes Family, Disney XD et Disney Junior à la suite de la fusion d'Astral Media et Bell Media. Le 12 décembre 2013, Disney Channel annonce Descendants une série télévisée centrée sur les descendants des méchants de Disney.
Le 29 avril 2014, Disney Channel lance un concours de scénaristes. Le 22 mai 2014, Disney Channel présente un nouveau logo international pour les 43 chaînes de par le monde. Le 9 juillet 2014, Disney Channel achète la série Lanfeust Quest pour la diffuser en Allemagne, en Espagne, en Turquie, en Italie, en Belgique, au Moyen-Orient et en Afrique. Le 21 juillet 2014, Disney et Kohl's annoncent D-Signed une collection de vêtements inspirés par les séries de Disney Channel. Le 12 octobre 2014, Disney Channel propose un bloc de programmes issus des productions de Maker Studios, récente filiale de Disney, intégrant pour certains programmes des vedettes de la chaîne Disney,.
Le 5 mai 2015, Disney Channel recherche des animateurs locaux pour ses émissions en Afrique du Sud. Le 24 septembre 2015, Corus lance le service Watch Disney au Canada associé à la chaîne Disney Channel.
Le 11 juillet 2016, Disney annonce la diffusion de la série Elena d'Avalor sur Disney Channel à partir du 22 juillet, première princesse Disney d'Amérique latine,.
Le 12 juin 2018,  Disney Channel annonce durant la semaine de l'animation à Annecy plusieurs nouvelles séries dont Viking Skool, The Owl House et The Rocketeer pour 2019 mais aussi Les Green à Big City et 101, rue des Dalmatiens prévus pour l'automne 2018,.
Le 18 mars 2019, Disneyland Resort annonce pour le 27 avril la tenue d'une nouvelle édition du Disney Channel Fan Fest, qui permet de rencontrer les acteurs des séries de Disney Channel,.
Le 25 juin 2020, Disney annonce l'arrêt de la chaîne Disney Channel pour le 1er octobre 2020, depuis le lancement reussi de Disney+ au Royaume-Uni et en Irlande.

## Direction
Dave Smith liste comme directeurs successifs de Disney Channel:
- James Jimirro (ou Jim Jimirro)
- John Cooke
- Anne Sweeney
- Rich Ross : 1997-2009

## Disney Channel aux États-Unis
C'est la chaîne d'origine. Elle est payante comme partout dans le monde (sauf en Espagne et en France). Plus de 84 millions de foyers y sont abonnés. Son siège social est situé non loin du siège de Burbank au 3800 West Alameda Avenue à Glendale, soit à moins de 1 500 mètres. 34° 09′ 11″ N, 118° 20′ 30″ O. L'édifice est toutefois détenu par le groupe immobilier Centurion Real Estate Partners fondé par John Tashjian et Robert Schlesinger depuis le premier semestre 2007, l'immeuble de 21 étages ayant été vendu pour 160 millions d'USD.
- Disney Channel
- Disney Junior pour les 3-9 ans
- Disney XD pour les préadolescents et adolescents
- Chaînes disparues 
  - Toon Disney pour les préadolescents
  - Jetix blocs de programmes pour des animations japonaises
  - Playhouse Disney remplacée par Disney Junior

### Émissions
Quelques émissions atypiques ont été diffusées sur la chaîne :
- Les Mousercise étaient des séquences d'exercices physiques donnés sur Disney Channel à partir du 18 avril 1983 par Kellyn Plasschaert, Steve Stark et Garett Pearson, 60 épisodes ont été tournés[68].
- Quelles drôles de bêtes : série télévisée britannique mêlant documentaire et animation, co-produite par Dorling Kindersley Vision et Partridge Films.

## Disney Channel dans le monde
En Europe et au Moyen-Orient, les plans d'expansion incluent la Grèce, la Turquie, Israël et Chypre.

### Amériques (hors États-Unis)
- Disney Channel Amérique Latine
- Disney Channel Brésil
- Disney Channel Canada et La Chaîne Disney (en anglais et français respectivement)
- La chaîne américaine est aussi disponible sur un canal de DirectTV en Amérique Latine.

### En Asie
Disney Channel Asie pour la plupart des pays asiatiques
- Disney Channel Inde
- Disney Channel Japon
- Disney Channel Corée du Sud
- Disney Channel Taïwan
- Disney Channel Thaïlande (IPTV[69])
- Disney Channel Turquie lancée en 2007 par satellite puis en hertzienne le 12 janvier 2012

### En Europe
Le 25 février 2008, les chaînes Disney européennes ont annoncé qu'une société nommé Disney Channels Europe, filiale de Disney-ABC International Television, a été mise en place pour chapeauter leurs activités.
- Disney Channel Deutschland en Allemagne
- Disney Channel España
- Disney Channel France
- Disney Channel Belgique, existe en version française (Wallonie) et néerlandaise (Flandre)
- Disney Channel Pays-Bas
- Disney Channel Pologne
- Disney Channel Portugal
- Disney Channel Scandinavie pour la Suède, la Norvège et le Danemark
- Disney Channel Roumanie lancée le 19 septembre 2009, à la suite du renommage de Jetix[71].

### Afrique et Moyen-Orient
- Disney Channel Afrique du Sud est disponible en Afrique du Sud sur MultiChoice depuis 2006[72]. D'après l'article de c21media.net[23], la chaîne Disney Channel devrait être diffusée en Afrique du Sud à partir de septembre 2006, sept jours sur sept et 16 heures par jour. De plus la chaîne devrait être disponible sur toute la zone sub-saharienne par la plateforme de télévision payante MultiChoice. il est aussi disponible dans d'autres pays mais payant (République démocratique du Congo...
- Disney Channel Moyen-Orient est disponible à la carte sur Showtime Arabia.
- Au Liban

### Océanie
- Disney Channel Australie
- Disney Channel Nouvelle Zélande

## Production
La chaîne produit depuis sa création des séries télévisées animées ou non, ainsi que des téléfilms d'abord baptisés Disney Channel Premiere Films puis Disney Channel Original Movies (depuis 1997).

## Site internet
En raison d'une politique internationale assez rigoureuse, les différents sites internet de Disney Channel ont le même aspect général. Ils comprennent des informations sur les programmes et les films de la chaîne, des jeux, des zones éducatives interactives  et des téléchargements.

## Évolution du logo

Logo de la chaîne aux États-Unis comme The Disney Channel (12 février 1986-6 avril 1997).
Logo de Disney Channel Royaume-Uni du 1er octobre 1995 au 5 avril 1997.
Logo principal du 6 avril 1997 au 19 septembre 2002.
Logo principal du 6 avril 1997 au 19 septembre 2002, accompagnée de la série "Les frères du père Noël".
Logo alternatif depuis le 27 août 2007.
Logo du 30 septembre 2002, jusqu'au 16 juin 2014.
Logo du 26 mai 2010 au 16 juin 2014, avec l'éclatement de l'offre.
Logo du 17 juin 2014 jusqu'au 30 septembre 2024.
Logo depuis le 30 septembre 2024.